# Institut de Bioenginyeria de Catalunya
L'Institut de Bioenginyeria de Catalunya (IBEC) és una institució dedicada a la recerca bàsica i aplicada en l'àmbit de la bioenginyeria i la nanomedicina, amb experts que treballen en camps com la regeneració de teixits, la biomecànica, la dinàmica molecular, la biomimètica, l'alliberament controlat de fàrmacs, els òrgans ‘en-un-xip', la migració cel·lular, les cèl·lules mare, l'olfacte artificial i la biotecnologia microbiana. L'institut va ser fundat per la Generalitat de Catalunya, la Universitat de Barcelona (UB) i la Universitat Politècnica de Catalunya (UPC) al desembre del 2005 i està localitzat al Parc Científic de Barcelona (PCB). El director de l'institut és el Prof. Josep Samitier, qui va succeir al director fundador Josep A. Planell i Estany l'any 2013. L'any 2014 l'IBEC va ser nomenat "Centre d'Excel·lència Sever Ochoa" pel Ministeri d'Economia i Competitivitat.
El 2015 passa a ser part del Barcelona Institute of Science and Technology (BIST), creat el mateix any per agrupar centres d'excel·lència en recerca de diferents camps.
Tant les oficines administratives com les instal·lacions científiques de l'IBEC estan localitzades al Parc Científic de Barcelona (PCB). El parc també acull a altres centres de recerca en l'àmbit biotecnològic, empreses farmacèutiques així com ofereix plataformes tecnològiques i serveis tècnics a les institucions que aquí s'allotgen.
A més, l'institut també té dos grups de recerca localitzats a l'Hospital Universitari de Bellvitge (HUB) i un a l'Hospital Clínic de Barcelona. Alguns dels dirigents dels grups de recerca de l'institut estan, al seu torn, afiliats a la Universitat de Barcelona (UB) o a la Universitat Politècnica de Catalunya (UPC).
L'IBEC rep la major part del seu finançament de la Generalitat de Catalunya a través del Departament de Salut i el Departament d'Economia i Coneixement. La part restant del finançament la rep a través de subvencions competitives de la Unió europea sota Programa Marc FP7 o l'Horitzó 2020 i del Ministeri espanyol d'Economia i Competitivitat, entre d'altres. Els investigadors de l'IBEC també reben finançament de la Universitat de Barcelona i de la Universitat Politècnica de Catalunya, la Fundació Catalana per a la Recerca i la Innovació (FCRi) i de la Institució Catalana de Recerca i Estudis Avançats (ICREA), la fundació AXA i altres fonts.